# Хирургическая улица (Салават)
Хирургическая улица — улица в старой части города Салавата.

## История
Застройка улицы началась в 1950 году. Улица застроена 2 этажными домами. На улицу выходит бетонный забор, за которым — больничный городок СМЗ.

## Трасса
Хирургическая улица начинается от улицы Горького и заканчивается на улице Пархоменко.

## Транспорт
По Хирургической улице общественный транспорт не ходит. Движение транспорта двухсторонее.